# Sbarramento Brennero
Lo sbarramento del Brennero (in tedesco: Sperre Brenner) è uno sbarramento facente parte del XIV settore di copertura Isarco del Vallo alpino in Alto Adige, che si trova presso il passo del Brennero al Brennero, in Alto Adige.

## Storia
Lungo la direttrice del Brennero, già nel 1938, era già stato edificato un caposaldo, composto da tre opere che seguivano i dettami della circolare 200; queste erano disposte a cavallo della statale 12 del Brennero, e della ferrovia del Brennero, ovvero:
- Centro 1: scavato in caverna, con un armamento previsto di due mitragliatrici, di cui una con piastra normale suddivisa in tre parti e l'altra con piastra a minimo spessore frontale;
- Centro 2: costruito in calcestruzzo, con un armamento previsto di due mitragliatrici in casamatta ed un cannone 75/34 con funzione anticarro, posizionato in casamatta scudata;
- Centro 3: costruito in calcestruzzo, con un armamento previsto di due mitragliatrici entrambe in casamatta metallica.

Inoltre esisteva già dal 1938 un fossato anticarro con il compito di sbarrare la stretta vallata, dalla linea ferroviaria al versante opposto, il quale era sorvegliato da un cannone anticarro da 47/32, posizionato in una caverna, sulla sponda destra del fiume Isarco, ovvero l'opera 4.
Questo primo sistema difensivo seguiva la linea del confine italo-austriaco, chiamata anche la "fascia periferica":
- a ovest: partendo dal monte Cavallo di Porto (Rosslauf) al monte Sella (Sattelberg);
- a est: dallo sbarramento di fondo valle a Spina di Lupo (Wolfendorn), passo di Vizze (Pfitscher Joch), monte Lavizza (Haupenhöhe).

Sulla fascia periferica erano inoltre previste alcune postazioni campali presso i principali valichi: passo delle Cave (Grubjoch), passo del Santicolo (Sandljoch), passo del Cambio (Flachjoch), monte Croce, monte del Sasso (Kreuzjoch - Steinjoch). 
Su uno di questi, il monte Croce, era posizionata una sezione da 75/27 della 329ª batteria posta in una caverna apposita. Questa sezione aveva il compito di sorvegliare le postazioni presenti sul monte Sella (a nord) e quelle del monte San Lorenzo (a sud). Questa sezione era composta da 4 piazzole ben collegate tramite due cunicoli scoperti; qui si poteva facilmente muovere le armi a seconda della direzione su cui sparare (nord o sud). Una seconda sezione di artiglieria era a Cima degli Avvoltoi (Geierskragen). Nel 1938 venne approvato un nuovo progetto (ma mai realizzato) per spostare l'intera batteria sul monte Croce; questo nuovo progetto prevedeva la sistemazione delle armi d'artiglieria in casematte metalliche, poste nelle preesistenti aperture. Inoltre prevedeva di costruire un nuovo cunicolo per l'accesso all'opera e due osservatori in torretta.
Un nuovo progetto si ebbe nel 1939, che seguiva i dettami della nuova circolare 7000: in totale si ipotizzò la realizzazione di ben 48 opere difensive, di cui 7, poste nel fondo valle, con la capacità di resistere ai calibri medi. Come ulteriore rafforzamento allo sbarramento, erano previste ben 95 postazioni campali, come difesa delle ali e della fascia periferica. Sempre seguendo i dettami della nuova circolare, venne aggiunta una nuova opera difensiva posizionata dal lato opposto del fossato anticarro, l'opera 5; ma anche l'opera 4 aggiunse alle sue armi difensive una mitragliatrice in più. In posizione più arretrata, e precisamente in località Rales, fu prevista un'aggiunta alla già esistente 54 batteria S.p. da 75/27, di un pezzo 65/17 Mod. 1908/1913, con funzione anticarro.
Come ulteriore rinforzo allo sbarramento, vennero costruite altre 2 opere in calcestruzzo resistenti ai calibri medi in posizione più arretrata, precisamente in località Terme del Brennero (ted. Brennerbad). Queste due opere, erano poste a sbarrare la strada statale e la linea ferroviaria; l'armamento previsto per ciascuna era di due mitragliatrici ed un cannone anticarro.
Nell'ottobre 1942 i lavori di costruzione furono sospesi, e la fascia periferica presentava solo 8 opere ultimate, posizionate tra il passo Cave - Santicolo - monte Croce. Erano anche ultimati 17 ricoveri per i soldati, 9 dei quali posizionati presso la cresta di confine all'Alpe del Cambio (ted. Wechselalm) dove, nei pressi dell'omonimo passo, esisteva una delle due caverne diaframmate (la seconda era sita nell'area del Santicolo) create allo scopo di assicurarsi una via defilata oltre il confine. La linea difensiva posta al Brennero contava anche su 13 casermette difensive, collegate da una buona rete di strade militari. Quando le opere furono consegnate alla Guardia alla Frontiera, solo 3 opere su 5 erano provviste del loro armamento, mentre furono completate solo nella parte muraria le due opere dello sbarramento presso le Terme del Brennero.
Dopo la riattivazione in ambito NATO, allo sbarramento composto di 5 opere (quelle del fondovalle), è stato dato il nome in codice Achille. Lo sbarramento aveva assegnati: 9 ufficiali, 12 sottufficiali e 115 soldati di truppa, per un totale di 136 uomini.

## Fossato anticarro

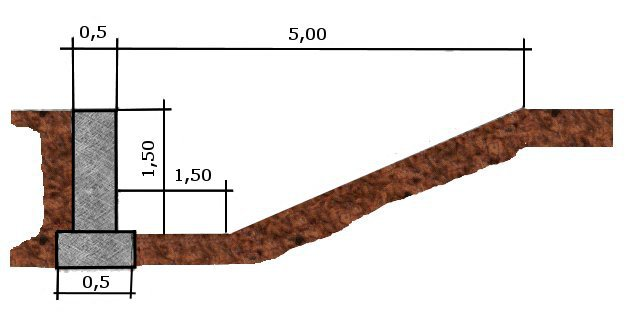
Schema fossato anticarro

Tra l'opera 4 e l'opera 5 era stato in origine edificato un fossato anticarro, con un'altezza di 1,5 metri, che tagliava l'intera valle, impedendo l'accesso a mezzi nemici nel territorio italiano.
Oggi del fossato se ne possono solo vedere alcuni resti attorno alle due opere; il resto è stato demolito per far posto alla costruzione dell'autostrada del Brennero A22.

## Tabella delle opere dello sbarramento

### Periferica Brennero
|          | Tipo            | Fuc. MTR | MTR | Cann A.C. | Cannoni 75/27 | Osserv. |
| -------- | --------------- | -------- | --- | --------- | ------------- | ------- |
| Opera 5  | CAV Ricovero    | -        | -   | -         | -             | -       |
| Opera 6  | Piccola CAV     | -        | 2   | -         | -             | -       |
| Opera 7  | Piccola CAV     | -        | 2   | -         | -             | -       |
| Opera 8  | Piccola CAV     | -        | 2   | -         | -             | -       |
| Opera 13 | Piccola CLS     | -        | 2   | -         | -             | -       |
| Opera 14 | Piccola CLS     | -        | 2   | -         | -             | -       |
| Opera 23 | Piccola CLS     | -        | 2   | -         | -             | -       |
| Opera 24 | CAV Ricovero    | -        | -   | -         | -             | -       |
| Opera 25 | Piccola CAV     | -        | 2   | -         | -             | -       |
| Opera 26 | Piccola CAV     | -        | 2   | -         | -             | -       |
| Opera 27 | Grande CAV      | -        | -   | -         | 4             | -       |
| Opera 35 | CAV ricovero    | -        | -   | -         | -             | -       |
| Opera 36 | Batteria 100/17 | -        | -   | -         | -             | -       |
| Opera 40 | CAV Ricovero    | -        | -   | -         | -             | -       |
| Totale   | 14              | -        | 16  | -         | 4             | -       |

### Fondovalle Brennero
In ambito NATO, a questo sbarramento è stato dato il nome in codice Achille.
|         | Tipo         | Fuc. MTR | MTR | Cann A.C. | Cannoni 75/27 | Osserv. |
| ------- | ------------ | -------- | --- | --------- | ------------- | ------- |
| Opera 1 | Piccola CAV  | -        | 2   | -         | -             | 1/t     |
| Opera 2 | Media CLS    | -        | 2   | 1         | -             | -       |
| Opera 3 | Piccola CLS  | -        | 2   | -         | -             | -       |
| Opera 4 | Piccola CAV  | -        | 1   | 1         | -             | 1/t     |
| Opera 5 | Piccola CLS  | -        | 1   | 1         | -             | 1/t     |
| Opera 6 | CLS Ricovero | -        | -   | -         | -             | -       |
| Opera 7 | CLS Ricovero | -        | -   | -         | -             | -       |
| Totale  | 7            | -        | 8   | 3         | -             | 2       |

### Terme del Brennero
|         | Tipo      | Fuc. MTR | MTR | Cann A.C. | Cannoni 75/27 | Osserv. |
| ------- | --------- | -------- | --- | --------- | ------------- | ------- |
| Opera 1 | Media CLS | -        | 2   | 1         | -             | -       |
| Opera 2 | Media CLS | -        | 2   | 1         | -             | -       |
| Totale  | 2         | -        | 4   | 2         | -             | -       |

## Descrizione delle opere dello sbarramento

### Sbarramento del fondovalle

#### Opera 1
- Come raggiungere l'opera

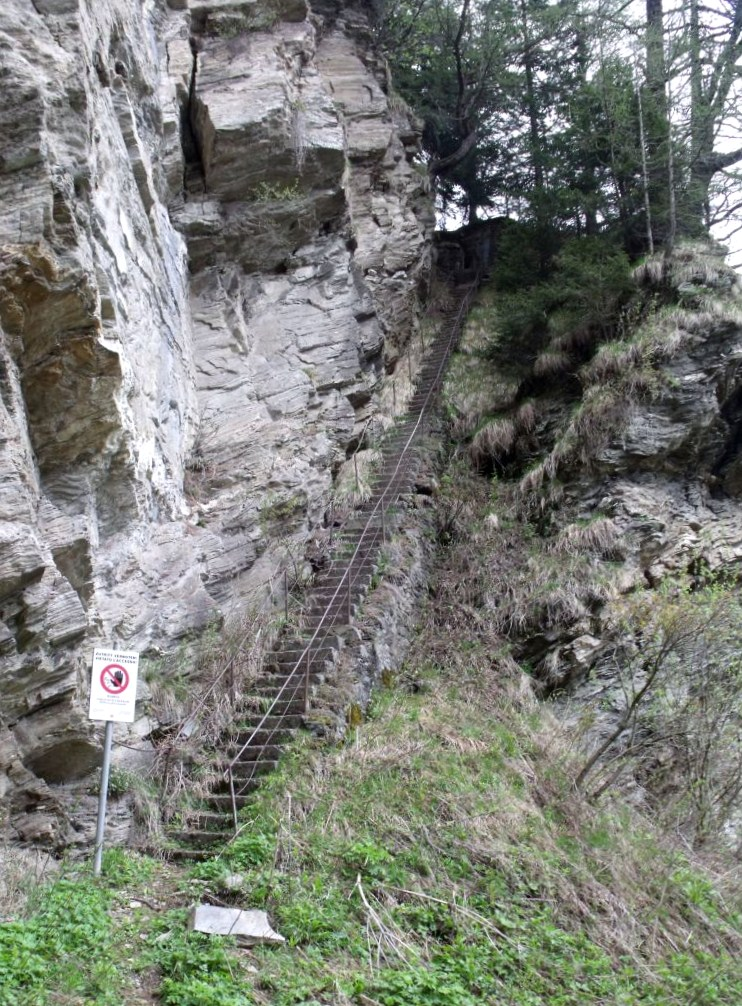
Gli 84 scalini

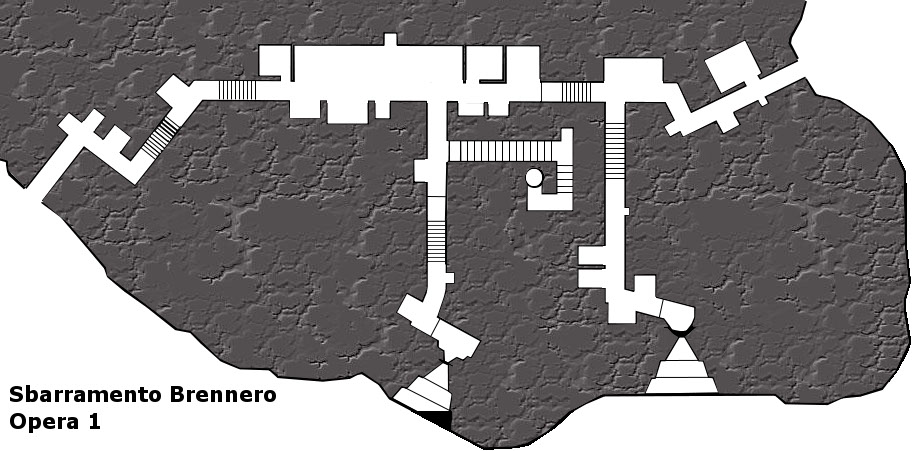
Piantina dell'Opera 1

L'opera, realizzata in caverna con malloppi esterni in calcestruzzo, si trova sulla parte orografica destra del passo del Brennero, poco più a sud dell'opera 4. Facilmente riconoscibile la localizzazione dell'opera: nei pressi di una stradina che sale a tornanti. L'ambiente che la circonda risulta molto suggestivo: una delle sue due entrate si trova nella prossimità di una cascata e per accedervi occorre attraversare il rio Stein.
- Caratteristiche

L'opera 1 ha la particolarità di essere composta da due blocchi; oltre al blocco principale, l'opera ha una postazione esterna per mitragliatrice con funzione di osservatorio protetto. Tale postazione è ubicata su di uno sperone roccioso, in posizione dominante rispetto all'opera. Per accedervi occorre salire una ripida scala esterna di 84 gradini realizzata sulla roccia. Dopo la sospensione dei lavori del '42, l'opera fu sottoposta ad ulteriori lavori di completamento all'inizio degli anni cinquanta, a seguito della decisione dello stato Maggiore di ripristinare un certo numero di opere difensive del valico del Brennero, dotandole di armamenti ed impianti tecnologici. Fu quindi ultimata in ogni sua parte e rimase attiva fino al 1992, anno in cui furono dismesse le opere. Il 25 maggio 1993 venne definitivamente chiusa. L'opera era armata con 3 mitragliatrici da montare su affusti fissi, di cui una in torretta.
L'opera è una delle opere selezionata per essere preservata, e ristrutturata dalla Provincia di Bolzano. Recentemente (agli inizi del 2000), l'opera è stata oggetto di un percorso artistico: "84 Stufen", promossa dagli artisti sudtirolesi Peter Kaser e Hans Winkler. La restaurazione del luogo e la produzione del progetto è portata avanti dall'associazione LURX, arte e cultura al Brennero. Tra i diversi progetti proposti in questo bunker è stata presentata una poesia da titolo "paradiso & inferno" di Kurt Lanthaler. Sulla scalinata vi era infatti scritta tale poesia, una strofa per ogni scalino.
- Nome in codice (in ambito NATO): Andalo
- Armamento previsto

2 mitragliatrici, 1 torretta osservatorio
- Ingressi

2 ingressi al blocco principale: quello in alto ai scalini è chiuso, quello al di là del Rio è aperto.
- Dati relativi a marzo 2011
- Coordinate geografiche: 46°59′35.48″N 11°29′50.68″E

#### Opera 2

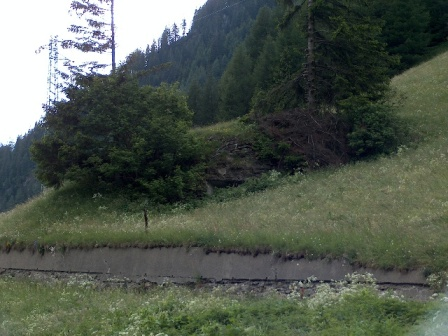
L'opera 2

- Come raggiungere l'opera

L'opera si trova in posizione speculare all'opera 1. Si trova infatti dall'altra parte della stretta valle, raggiungibile seguendo il raccordo che porta dalla Strada Statale 12 all'autostrada A22, in direzione dell'Austria.
- Caratteristiche

L'opera di medie dimensioni in calcestruzzo, è già ben visibile dall'opera 1 ai più meticolosi, in quanto si trova al limite del bosco. Sulla sommità dell'opera è possibile osservare una torretta.
- Nome in codice (in ambito NATO): Bieno
- Armamento previsto

2 mitragliatrici e 1 pezzo anticarro
- Ingressi

L'opera ha 1 ingresso che dà direttamente sulla strada
- Dati relativi ad agosto 2010
- Coordinate geografiche: 46°59′33.26″N 11°30′00.5″E

#### Opera 3

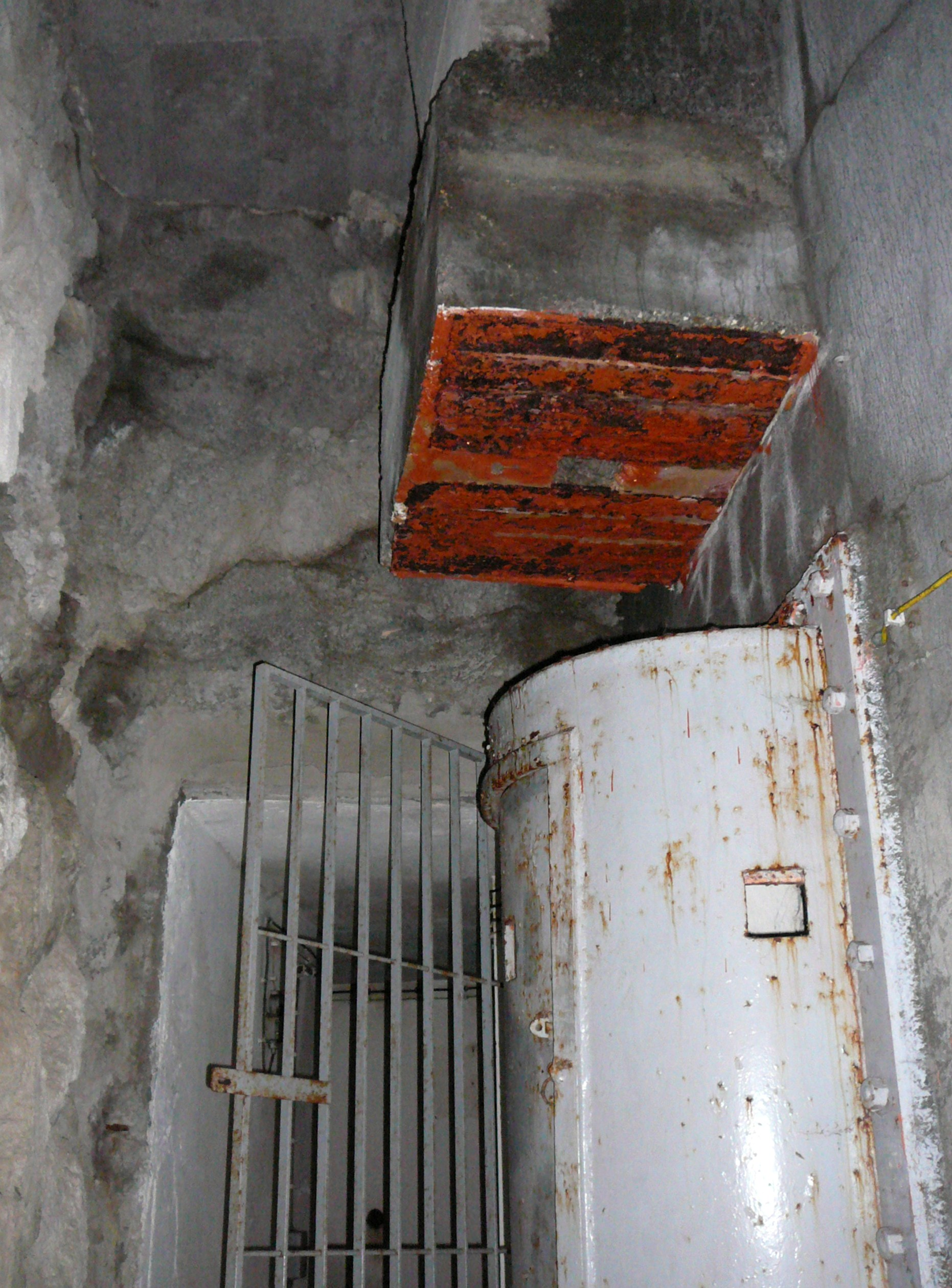
Porta interna dell'opera 3

- Come raggiungere l'opera

Dopo aver identificato l'opera 2, si discende verso Colle Isarco seguendo la pista ciclabile; nello spazio tra le reti metalliche verdi si trova un nuovo recinto in legno. Al termine di questo recinto, è il punto ideale per attraversare il/i ruscello/i e si scopre così in mezzo alla chiazza di alberi l'opera.
- Caratteristiche

L'opera di piccole dimensioni in calcestruzzo presenta due ingressi; uno di questi lascia all'esterno una camera con quadri elettrici, mentre una porta garitta tondeggiante introduce all'opera vera e propria. All'interno invece si trovano due postazioni per mitragliatrice in torretta.
- Nome in codice (in ambito NATO): Cis
- Armamento previsto

2 mitragliatrici
- Ingressi

L'opera ha 2 ingressi
- Dati relativi ad agosto 2010
- Coordinate geografiche: 46°59′26.6″N 11°29′48.8″E

#### Opera 4
- Come raggiungere l'opera

L'opera è ben visibile già dalla strada statale, in quanto arrivando al paese di Brennero da sud, la si vede sulla sinistra, come l'unica parte di bosco che arriva quasi alla strada. Con più precisione, l'opera si trova oltre il grande piazzale dove solitamente si effettua il mercato.
- Caratteristiche

L'opera si trova in un grande blocco di pietra, ma l'opera in sé è di piccole dimensioni, ed interamente scavata nel blocco di pietra. Caratteristico è il suo osservatorio che invece di essere posizionato in alto, sporge sulla pista ciclabile.
- Nome in codice (in ambito NATO): Drena
- Armamento previsto

1 mitragliatrice, 1 pezzo anticarro e 1 osservatorio
- Ingressi

L'opera ha 1 ingresso chiuso da una robusta porta con moderno lucchetto
- Dati relativi ad agosto 2010
- Coordinate geografiche: 46°59′45.58″N 11°30′01.99″E

#### Opera 5
- Come raggiungere l'opera

Dall'opera 2 si prosegue in direzione nord, verso il Brennero, e arrivati alla zona di sosta di camion e autovetture, si può osservare sulla destra un ruscello che scende a valle. Questo ruscello è ben sormontato dai resti del fossato anticarro che dall'opera 4 raggiungevano la 5.
- Caratteristiche

L'opera di piccole dimensioni in calcestruzzo ha una postazione per un pezzo anticarro che batte lungo il fossato (come per l'opera 4) ed un'altra postazione per mitragliatrice che punta direttamente in faccia al nemico.
- Nome in codice (in ambito NATO): Front
- Armamento previsto

1 mitragliatrice, 1 pezzo anticarro e 1 osservatorio
- Ingressi

L'opera ha 1 ingresso
- Dati relativi ad agosto 2010
- Coordinate geografiche: 46°59′41.67″N 11°30′10.05″E

#### Opera 6
- Come raggiungere l'opera

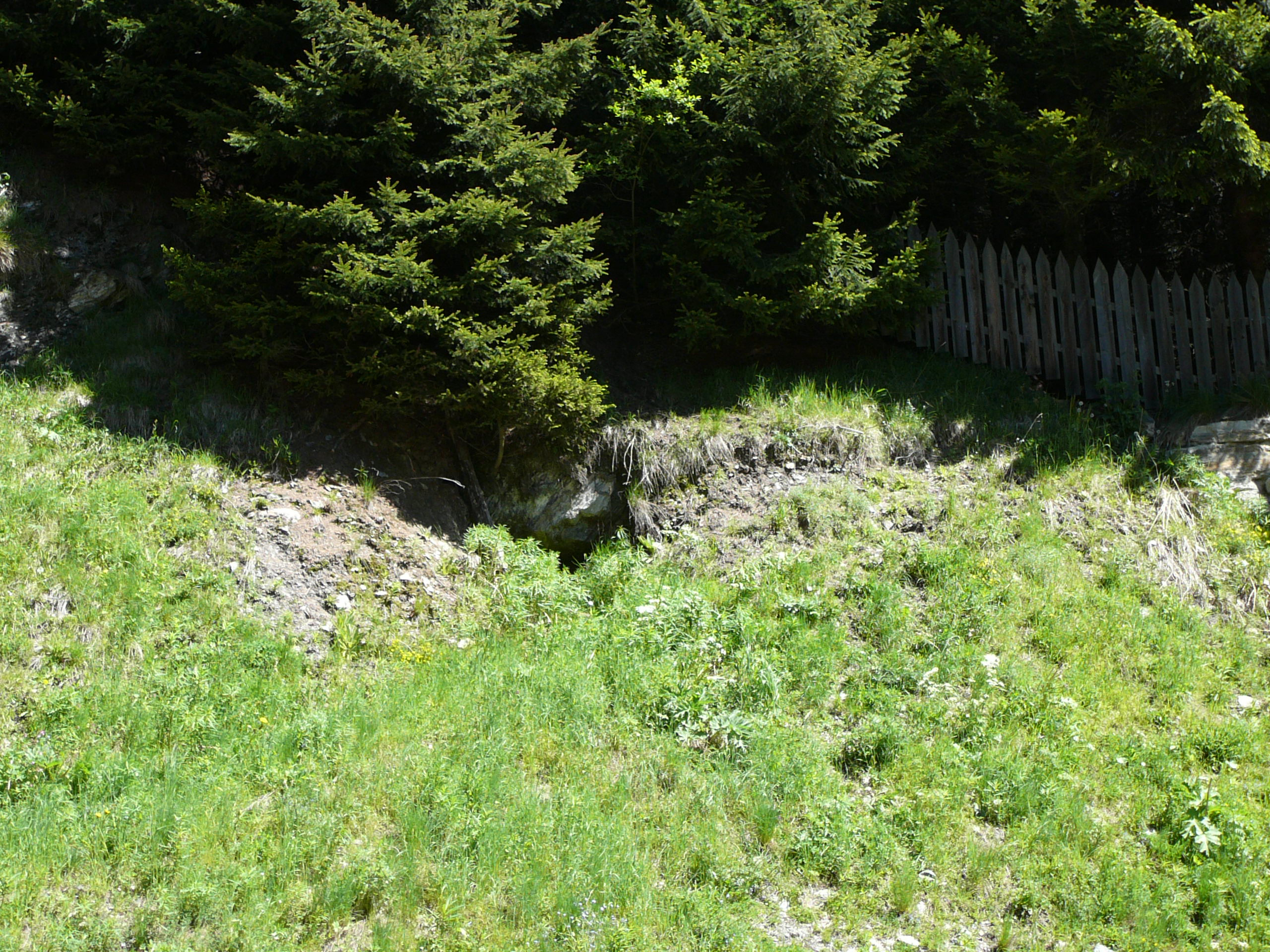
Ingresso opera 6

Per raggiungere quest'opera si deve andare innanzitutto alla ricerca della cascata dell'Isarco. Questa è posta dietro una delle due chiese di Brennero. Giunti di fronte alla cascata, non si può fare a meno di intravedere un buco in mezzo al prato.
- Caratteristiche

Quest'opera era stata progettata come un ricovero per truppe. In effetti l'opera è solo abbozzata nel suo scavo.
- Armamento previsto

nessuno
- Ingressi

Lo scavo ha un unico ingresso.
- Dati relativi ad agosto 2010
- Coordinate geografiche: 47°00′09.39″N 11°30′13.15″E

#### Opera 7
- Come raggiungere l'opera

L'opera si trova in posizione speculare all'opera 6.
- Caratteristiche

Anche quest'opera era solo un ricovero per truppe.
- Armamento previsto

nessuno
- Dati relativi ad agosto 2010
- Coordinate geografiche: 47°00′06.74″N 11°30′27.69″E

### Sbarramento Terme del Brennero

#### Opera 1
- Come raggiungere l'opera

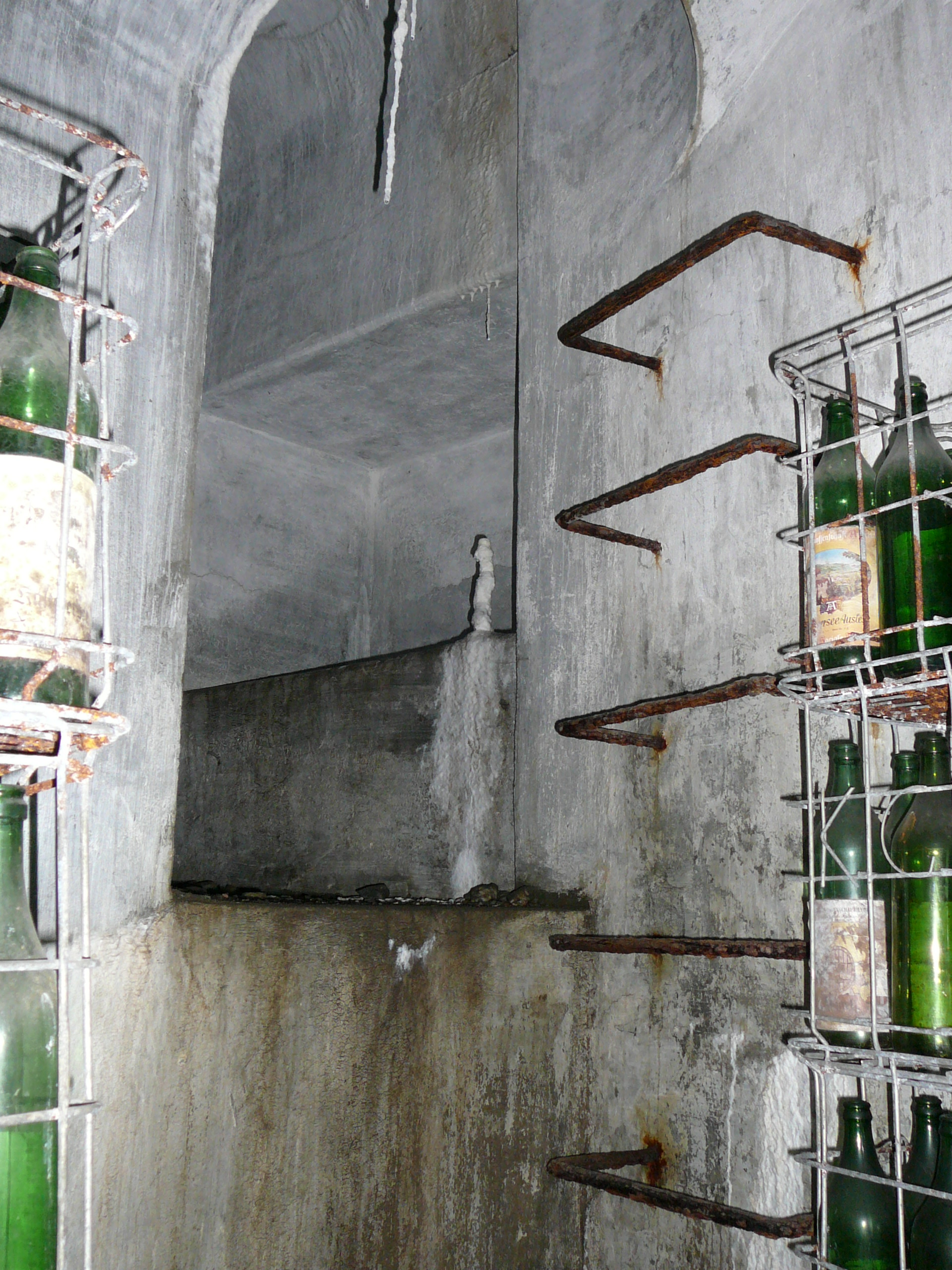
Interno dell'opera 1

Proseguendo dall'opera 1, si segue sempre la strada statale, e appena superato il cavalcavia che passa sopra la ferrovia e la sorgente delle terme, sulla destra si trova l'opera.
- Caratteristiche

L'opera di medie dimensioni in calcestruzzo, è minimalista, oltre ad una piccola stanza comune ha solamente le tre postazioni. Per raggiungere una delle sue postazioni, bisogna superare una piccola e fragile scalinata di pioli arrugginiti.
L'opera al suo interno custodisce una vera e propria collezione di bottiglie antiche di bevande (vino, acqua, aranciata, ecc.). Di quest'opera fu completato solamente lo scavo.
- Armamento previsto

2 mitragliatrici e 1 pezzo anticarro
- Ingressi

L'opera ha 1 ingresso
- Dati relativi ad agosto 2010
- Coordinate geografiche: 46°58′36.21″N 11°28′54.35″E

#### Opera 2
- Come raggiungere l'opera

Scendendo dallo sbarramento del fondovalle lungo la statale (o anche lungo la pista ciclabile), si giunge in località "Terme del Brennero" (Brennerbad). Prima di arrivarci, si nota sulla destra una stradina che risale la montagna. Dopo una ventina di metri, sotto a due abeti, si trova l'opera
- Caratteristiche

L'opera, di piccole dimensioni, ha concentrati nella sua parte frontale scoperta le 3 postazioni: 2 mitragliatrici e 1 pezzo anticarro. Anche quest'opera fu completata solo nel suo scavo.
- Armamento previsto

2 mitragliatrici e 1 pezzo anticarro
- Ingressi

L'opera ha 1 ingresso mezzo sotterrato e murato
- Dati relativi ad agosto 2010
- Coordinate geografiche: 46°58′45.65″N 11°29′05.04″E